# Galeottia jorisiana
Galeottia jorisiana är en orkidéart som först beskrevs av Robert Allen Rolfe, och fick sitt nu gällande namn av Rudolf Schlechter. Galeottia jorisiana ingår i släktet Galeottia och familjen orkidéer. Inga underarter finns listade i Catalogue of Life.